# L'Essence de l'art
L'Essence de l'art (titre original : The State of the Art) est un recueil de nouvelles de science-fiction écrites par Iain Banks. Les nouvelles composant le recueil avaient été publiées séparément entre 1987 et 1989. Plusieurs de ces nouvelles concernent la Culture.

## Publications
Le recueil a été publié aux États-Unis en 1991.
Il a été publié en France en 2010, chez Le Bélial', avec une couverture de Manchu.

## Liste des nouvelles

### La Route des Crânes
- Titre original : Road of Skulls
- Date de publication initiale : 1988
- Remarque : La nouvelle ne comporte que 5 pages ; elle est la plus courte nouvelle du recueil.
- Résumé : Une personne dénommée Mc9 et son « comparse » cheminent le long d'une route, à bord d'une carriole. Ils se dirigent en direction d'une belle ville scintillante, qu'ils aperçoivent au loin. Ils conversent et se chamaillent. Les dernières lignes laissent à penser que l'histoire qui a été narrée est une allégorie.

### Un cadeau de la Culture
- Titre original : A Gift from the Culture
- Date de publication initiale : 1987
- Résumé : Wrobik Sennkil fut un citoyen de la Culture. Par goût du risque et afin de pimenter sa vie, il a quitté sans remords la Culture et est parti vivre sur la planète Vreccile. Le problème est que, si dans les mondes régis par la Culture, l’argent n'existe pas car il y a une économie de totale abondance, en revanche sur Vreccile il faut avoir de l’argent pour vivre. Wrobik a malheureusement contracté des dettes auprès de mafieux locaux. Ceux-ci viennent de le contacter : sa dette sera apurée, et même une somme généreuse lui sera remise, s'il consent à pulvériser un vaisseau spatial vreccilien avec une arme provenant de la Culture (c'est le « cadeau de la Culture » du titre de la nouvelle). Wrobik hésite : il n'est pas un tueur et risque de rater la cible. D'un autre côté, s'il ne paie pas ses dettes, les mafieux vont sérieusement le malmener. Il va voir Maust, un ami intime, et lui expose la situation. Maust lui suggère d'appliquer les ordres reçus et de détruire le vaisseau. Wrobik ne se résout pas à détruire le vaisseau spatial ; son opinion est renforcée quand il apprend par les actualités qu'un ambassadeur de la Culture se trouve dans le vaisseau. Il prend ses dispositions pour quitter la planète rapidement. Néanmoins il est contacté à l'astroport par les mafieux, qui lui montrent avoir pris Maust en otage : s'il part, Maust sera exécuté. En désespoir de cause, Wrobik exécute les ordres et désintègre le vaisseau spatial vreccilien.
- Remarque : En France, la nouvelle avait été préalablement publiée dans le recueil L'État des arts paru aux éditions DLM en 1996 en science-fiction.

### Curieuse jointure
- Titre original : Odd Attachment
- Date de publication initiale : 1989
- Résumé : Fropome est un végétal qui ressemble à un buisson. Il est un berger chargé de surveiller un troupeau de Brouteurs, qui peuvent ressembler, par analogie humaine, à des vaches ou à des moutons. Fropome a un « problème » : amoureux d'une jeune femelle de son espèce, il constate qu'elle ignore ses avances, alors qu'il est terriblement amoureux d'elle. Que faire ? Comment agir pour qu'elle réponde à ses souhaits ? Il remarque une sorte d'étoile filante, là haut dans le ciel. Mais cette étoile ralentit, grossit, devient de plus en plus lumineuse et finit par se poser non loin de là. « Que fait cette graine venue du ciel ? » se demande Fropome. Quelque chose d'argenté sort de la « graine », se dirige vers les Brouteurs et semble vouloir entamer la conversation avec eux. Les Brouteurs, stupides, l'ignorent. Fropome s'approche de la chose argentée, qui se retourne vers lui et pointe dans sa direction un étrange objet métallique. Une lumière jaillit et tranche une branche de Fropome. Celui-ci, se sentant attaqué, maîtrise la chose argentée avec plusieurs de ses autres branches, et envoie l'objet métallique au loin. Fropome découvre que la chose argentée est composée de deux couches : la couche extérieure, qui est argentée et que l'on peut enlever par épluchage, et la partie interne, qui contient des sortes de filaments situés sur plusieurs étages. Les deux couches de la chose sont liées par une jointure. Fropome commence à arracher un à un les filaments sur le mode : « Elle m'aime, un peu, beaucoup, passionnément, à la folie, pas du tout ». Le premier étage de filaments finit par « pas du tout ». Le second aussi. Le troisième aussi. Au fur et à mesure que Fropome arrache les filaments, la chose maintenue dans ses branches gigote de plus en plus, puis laisse écouler un étrange liquide ; mais par la suite de moins en moins de liquide suinte tandis que les gigotements s'affaiblissent. Pendant ce temps, des Brouteurs se sont approchés de l'objet métallique envoyé au loin et jouent avec. L'un d'eux, le tenant dans sa gueule, actionne le mécanisme et fait exploser la tête de l'un de ses congénères situé à proximité. La nouvelle se termine par Fropome, qui arrive au dernier niveau de filaments. Il est sur le point d'arriver au dernier filament de la série et arrache la jointure entre les deux parties de la chose : « elle m'aime ! ».
- Remarques :
  - La nouvelle est assez claire dans sa teneur, montrant l'incommunicabilité entre des êtres radicalement différents. Le voyageur spatial venu sur la planète n'a pas compris que les Brouteurs étaient stupides et a pris la venue de Fropome pour une menace, alors que ce dernier était pacifique ; Fropome a tué innocemment le voyageur spatial en lui arrachant patiemment ses extrémités, tout en n'ayant jamais eu conscience qu'il avait face à lui un être vivant, conscient et intelligent. De même la notion de « vaisseau spatial » ou de « voyage spatial » lui est totalement inconnue.
  - La nouvelle, à la fois tragique et humoristique, ne comporte que 7 pages ; après La Route des Crânes, elle est la seconde nouvelle la plus courte du recueil.
  - La nouvelle n'évoque pas et ne concerne pas la Culture.

### Descente
- Titre original : Descendant
- Date de publication initiale : 1987
- Résumé :  Un soldat appartenant à la Culture et sa combinaison spatiale intelligente tentent de survivre après avoir échoué sur une planète quasi-déserte.
- Remarque :

### Nettoyage
- Titre original : Cleaning Up
- Date de publication initiale : 1987
- Résumé :  Des extraterrestres découvrent qu'un téléporteur défectueux envoie leurs déchets sur la Terre plutôt qu'à l'intérieur du soleil, où ils devraient être annihilés. Les scientifiques à travers le monde travaillent à découvrir la fonction, la composition et la provenance de ces « cadeaux ».
- Remarque :

### Fragment
- Titre original : Piece
- Date de publication initiale : 1989
- Résumé : Le texte est censé être un fragment de journal intime retrouvé le 24 décembre 1988. Un homme, dont l'identité n'est pas précisée, relate ses pensées concernant la Religion, les religions, l'Islam, les Versets Sataniques, l'existence de Dieu ou de dieux, etc. Le fragment de page montre que le narrateur a été interrompu en pleine écriture et qu'il a été atteint au sol par l'explosion du vol 103 de la PanAm le 21 décembre 1988 (attentat de Lockerbie).
- Remarque : Cette nouvelle ne concerne pas la Culture.

### L'État des arts
- Titre original : The State of the Art
- Date de publication initiale : 1989
- Résumé : Sur un vaisseau de la Culture en orbite autour de la Terre dans les années 1970, l'équipage débat à savoir s'il faudrait contacter l'humanité (qui leur semble primitive et violente) ou ne pas interférer avec son développement, un débat qui rappelle l'hypothèse du zoo.
- Remarques :
- La nouvelle représente un peu moins de la moitié des pages du recueil ; c'est donc la nouvelle la plus longue du recueil
- En France, la nouvelle avait été préalablement publiée dans le recueil L'État des arts paru aux éditions DLM en 1996

### Éclat
- Titre original : Scratch
- Date de publication initiale : 1987
- Résumé : La nouvelle ne peut pas être résumée. Elle n'a ni narrateur, ni personnage, ni narration linéaire. Elle est constituée de nombreuses séquences de phrases, d'expressions, de mots juxtaposés, qui tendent à montrer la bêtise de l'humanité à travers des bouts de conversations, des titres de journaux, des extraits radio ou TV. Beaucoup de ces séquences n'ont aucune signification ou aucun sens dans la narration, l'auteur tentant de créer une « impression » de malaise civilisationnel.
- Remarques :
  - la nouvelle ne concerne pas la Culture ;
  - on peut la comparer avec L'Entropie, bébé, quel pied d'acier !, nouvelle de Norman Spinrad